# HTC One (M9)
HTC One M9 — Android-смартфон компании HTC. HTC One третьего поколения был официально представлен на пресс-конференции на Mobile World Congress 1 марта 2015 года и поступил в широкую розничную продажу 10 апреля 2015 года. Он является преемником HTC One (M8).

## Характеристики

### Аппаратное обеспечение

#### Внешний вид
Дизайн M9 аналогичен своему предшественнику, за исключением того, что он немного уже и толще. Устройство имеет защиту уровня IPX3 от брызг воды. Чехол HTC pro, доступный отдельно, обеспечивает защиту от воды и пыли на уровне IP68, а также ударопрочность при падении с высоты до двух метров.

#### Чипсеты
Телефон оснащён восьмиъядерным процессором Qualcomm Snapdragon 810 с 3 ГБ оперативной памяти, 5-дюймовым дисплеем с разрешением 1080p и 32 ГБ встроенной памяти (почти 9 ГБ зарезервировано для операционной системы). Хранилище можно расширить с помощью карты Micro SD до 2 ТБ.

#### Камеры
Датчик изображения UltraPixel (который имел более крупные пиксели в своём датчике, но пожертвовал размером мегапикселя для улучшения возможностей при слабом освещении) был перемещён на переднюю камеру, а задняя камера теперь использует более традиционный 20-мегапиксельный датчик, поддерживающий запись видео в 4K (2160p). Датчик глубины M8 также был убран.
Видео 2160p ограничено шестью минутами на запись, после чего запись необходимо перезапустить.

#### Динамики
Динамики были отличительной чертой серии HTC One M со времён M7.
Фронтальные стереодинамики BoomSound M9 используют настройку Dolby Audio.

#### ИК-порт
Встроенный инфракрасный (ИК) датчик может сделать устройство пультом дистанционного управления для других гаджетов с инфракрасным портом.

### Программного обеспечения
M9 работает под управлением Android 5.0.2 Lollipop с пользовательским интерфейсом HTC Sense 7 и пакетом программного обеспечения. HTC обновила M9 до Android Marshmallow после его выпуска, а затем обновила устройство до Android Nougat в декабре 2016 года.

### Краткие характеристики
Источник:.
1. SoC Qualcomm Snapdragon 810 (MSM8994), 64-битная платформа, два кластера по четыре процессорных ядра: ARM Cortex-A57 частотой 2,0 ГГц и ARM Cortex-A53
2. GPU Adreno 430 600 МГц
3. Операционная система Android 5.0.2 Lollipop
4. Сенсорный дисплей Super LCD 3 (IPS) 5 дюймов, 1920×1080, 441 ppi
5. Оперативная память (RAM) 3 ГБ, внутренняя память 32 ГБ
6. SIM-карты: одна Nano-SIM
7. Поддержка карт памяти microSD (до 2 ТБ)
8. Передача данных 4G LTE Advanced Cat 6 (до 300 Мбит/с)
9. Wi-Fi 802.11 (2,4/5 ГГц), точка доступа Wi-Fi, Wi-Fi Direct
10. Bluetooth 4.1, NFC, ИК-порт
11. GPS, A-GPS, Глонасс
12. USB 2.0, OTG, MHL 3.0
13. Камера 20,7 Мп, автофокус, видео 4К
14. Камера 4 Мп UltraPixel, фронтальная
15. Гироскоп, датчик приближения, освещения, акселерометр, электронный компас
16. Аккумулятор 2840 мА·ч, несъёмный
17. Размеры 145×70×9,6 мм
18. Масса 157 грамм

## Комплект поставки
Смартфон HTC One M9 поставлялся в продажу в совсем небольшой плоской коробочке знакомой формы — такой же, как у всех упаковок продуктов НТС (но размером поменьше). Коробка выполнена из тонкого белого картона с минимальным количеством логотипов и надписей.

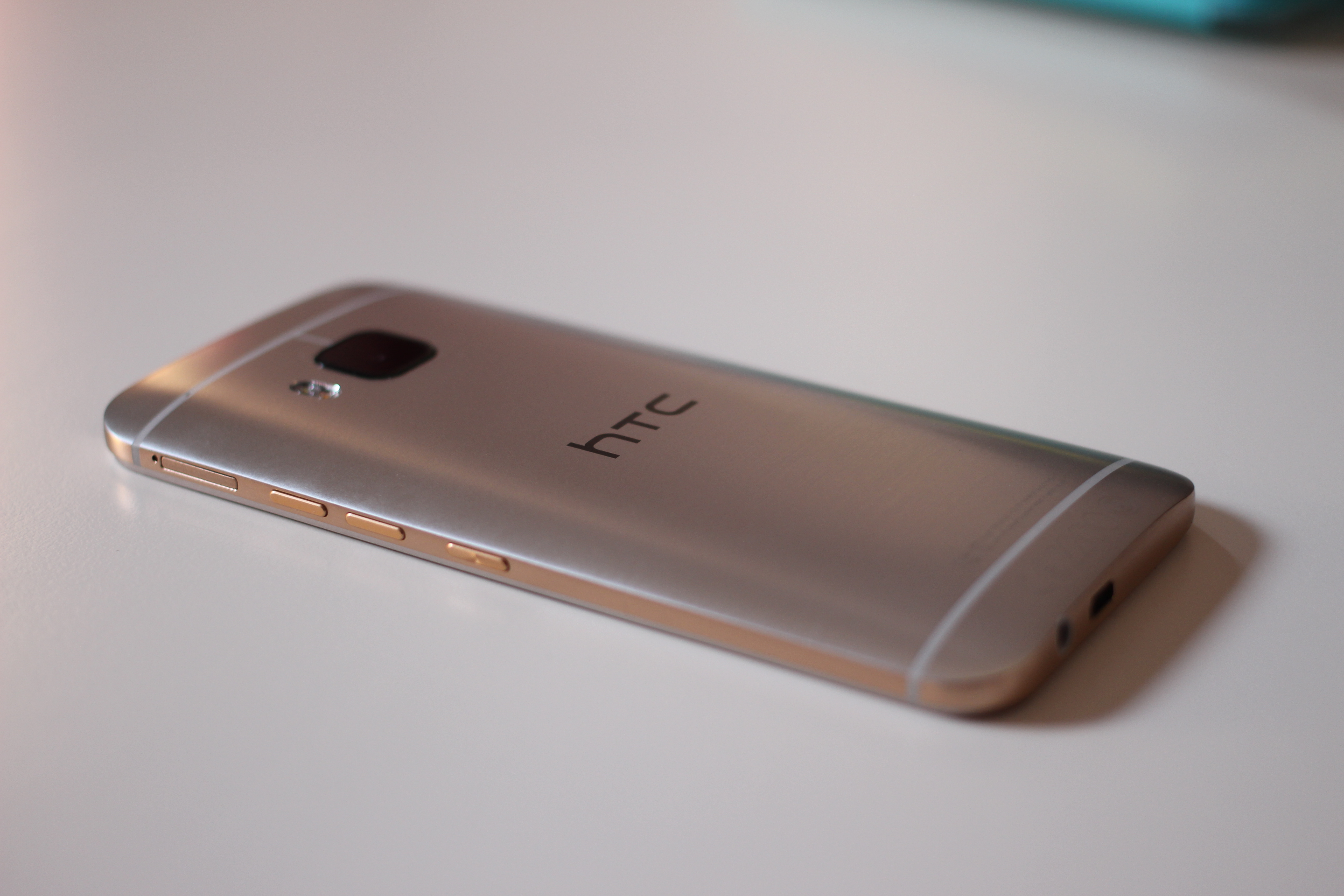
Задняя крышка HTC One M9

Комплект аксессуаров содержит зарядное устройство (5 В, 1,5 А), соединительный кабель Micro-USB, а также стереогарнитуру с незапутывающимся проводом плоского сечения и наушниками внутриканального типа. Крышки на боковых слотах для установки карточек открываются с помощью комплектного металлического ключика-скрепки.

## Приём

### Предварительный выпуск
Влад Савов из The Verge охарактеризовал M9 как «самое прекрасное разочарование в мире», отметив, что это была просто эволюция M8 с небольшими изменениями в дизайне и с низким качеством основной камеры. Он заключил, что «переработка прошлого не является признаком инноваций, равно как и добавление нового быстрого процессора только потому, что он быстрый и новый, или увеличение количества мегапикселей у камеры, которая всё равно остаётся недостаточно хорошей».
Из-за того, что HTC выпустила последнее обновление программного обеспечения, Джошу Хо из AnandTech рассмотрел телефон в двух частях. В первой части он проверил время автономной работы, заявив, что «M9 демонстрирует результат, который вызывает тревогу, являясь регрессом по сравнению с M8», и что «время автономной работы уменьшилось примерно на 18 %, хотя ёмкость батареи увеличилась на 9 %». Он также отметил проблемы с температурой во время просмотра веб-страниц, заявив, что «M9 начинает нагреваться в руках, а температура кожи составляет от 30 до 40 градусов по Цельсию, что немного настораживает, так как я не припоминаю, чтобы такое происходило с M8». Кроме того, телефон поддерживает Qualcomm Quick Charge 2.0, однако «зарядное устройство в коробке представляет собой довольно обычный адаптер 5 В, 1,5 А, который не использует преимущества спецификации Qualcomm QC 2.0». Он пришёл к выводу, что «One M9 просто значительно менее мобилен, чем One M8, что, мягко говоря, разочаровывает». Что касается точности цветопередачи, он написал, что «… при калибровке оттенков серого мы можем увидеть резкое снижение точности по сравнению с M7 и M8». Он пришёл к выводу, что «было бы трудно использовать M9 в любом случае, когда требуется точность цветопередачи» и что «отсутствие улучшений или регресс по всем остальным параметрам говорит о том, что HTC сделала шаг назад в качестве дисплея». Он также наблюдал сильное тепловое дросселирование нового процессора Snapdragon 810 SOC и заявил, что «практически невозможно заставить кластер A57 работать на частоте выше 1,5—1,6 ГГц» и что «один поток в конечном итоге заставит кластер A57 работать на тактовой частоте около от 1 до 1,2 ГГц».

### Пост-релиз
Во второй части обзора AnandTech Хо далее оценивает срок службы батареи и производительность, заявляя, что «простое логирование показывает, что после первых 20 минут кластер A57 либо выключен, либо переведён в состояние минимальной тактовой частоты» и что «уровень дросселирования, который я увидел, практически беспрецедентен, что не помогает решить проблему». В целом, производительность Snapdragon 810 здесь достаточно плохая, поэтому я действительно рассматриваю Snapdragon 805 как улучшение». Он оценил скорость камеры, заявив, что «предварительный просмотр камеры имеет относительно низкую частоту кадров и разрешение» и что «По сравнению с One M8, One M9 демонстрирует поразительное снижение скорости автофокуса и общей задержки захвата».

## HTC One M9s
Модель M9s похожа на One M9, хотя у M9s более слабый процессор, меньше встроенной памяти, меньше оперативной памяти и более слабая задняя камера.